# Elaeocarpus
Elaeocarpus är ett släkte av tvåhjärtbladiga växter. Elaeocarpus ingår i familjen Elaeocarpaceae.

## Dottertaxa tillElaeocarpus, i alfabetisk ordning[1]
- Elaeocarpus acmocarpus
- Elaeocarpus acmosepalus
- Elaeocarpus acrantherus
- Elaeocarpus acronodia
- Elaeocarpus acuminatus
- Elaeocarpus affinis
- Elaeocarpus alaternoides
- Elaeocarpus albiflorus
- Elaeocarpus alnifolius
- Elaeocarpus altigenus
- Elaeocarpus altisectus
- Elaeocarpus amabilis
- Elaeocarpus amboinensis
- Elaeocarpus amoenus
- Elaeocarpus ampliflorus
- Elaeocarpus amplifolius
- Elaeocarpus angustifolius
- Elaeocarpus angustipes
- Elaeocarpus arfakensis
- Elaeocarpus argenteus
- Elaeocarpus aristatus
- Elaeocarpus arnhemicus
- Elaeocarpus atropunctatus
- Elaeocarpus auricomus
- Elaeocarpus austroyunnanensis
- Elaeocarpus azaleifolius
- Elaeocarpus bachmaensis
- Elaeocarpus badius
- Elaeocarpus bakaianus
- Elaeocarpus balabanii
- Elaeocarpus balansae
- Elaeocarpus balgooyi
- Elaeocarpus bancroftii
- Elaeocarpus baramii
- Elaeocarpus barbulatus
- Elaeocarpus batjanicus
- Elaeocarpus batudulangii
- Elaeocarpus batui
- Elaeocarpus baudouinii
- Elaeocarpus beccarii
- Elaeocarpus bidupensis
- Elaeocarpus bifidus
- Elaeocarpus biflorus
- Elaeocarpus bilobatus
- Elaeocarpus bilongvinas
- Elaeocarpus blascoi
- Elaeocarpus blepharoceras
- Elaeocarpus bojeri
- Elaeocarpus bonii
- Elaeocarpus bontocensis
- Elaeocarpus borealiyunnanensis
- Elaeocarpus boridiensis
- Elaeocarpus braceanus
- Elaeocarpus brachypodus
- Elaeocarpus brachystachyus
- Elaeocarpus bracteatus
- Elaeocarpus branderhorsti
- Elaeocarpus brigittae
- Elaeocarpus brunneotomentosus
- Elaeocarpus brunnescens
- Elaeocarpus buderi
- Elaeocarpus bullatus
- Elaeocarpus burebidensis
- Elaeocarpus burkii
- Elaeocarpus calomala
- Elaeocarpus candollei
- Elaeocarpus capuronii
- Elaeocarpus carolinae
- Elaeocarpus carolinensis
- Elaeocarpus cassinoides
- Elaeocarpus castaneifolius
- Elaeocarpus celebesianus
- Elaeocarpus celebicus
- Elaeocarpus cheirophorus
- Elaeocarpus chelonimorphus
- Elaeocarpus chewii
- Elaeocarpus chinensis
- Elaeocarpus chionanthus
- Elaeocarpus christophersenii
- Elaeocarpus chrysophyllus
- Elaeocarpus clementis
- Elaeocarpus clethroides
- Elaeocarpus coactilus
- Elaeocarpus colnettianus
- Elaeocarpus coloides
- Elaeocarpus compactus
- Elaeocarpus comptonii
- Elaeocarpus conoideus
- Elaeocarpus coodei
- Elaeocarpus coorangooloo
- Elaeocarpus corallococcus
- Elaeocarpus cordifolius
- Elaeocarpus coriaceus
- Elaeocarpus corneri
- Elaeocarpus corsonianus
- Elaeocarpus costatus
- Elaeocarpus coumbouiensis
- Elaeocarpus crassinervatus
- Elaeocarpus crassus
- Elaeocarpus crenulatus
- Elaeocarpus cristatus
- Elaeocarpus cruciatus
- Elaeocarpus culminicola
- Elaeocarpus cumingii
- Elaeocarpus cuneifolius
- Elaeocarpus cupreus
- Elaeocarpus curranii
- Elaeocarpus dallasensis
- Elaeocarpus dallmannensis
- Elaeocarpus darlacensis
- Elaeocarpus dasycarpus
- Elaeocarpus de-bruynii
- Elaeocarpus decandrus
- Elaeocarpus decipiens
- Elaeocarpus degenerianus
- Elaeocarpus densiflorus
- Elaeocarpus dentatus
- Elaeocarpus dewildei
- Elaeocarpus dianxiensis
- Elaeocarpus dictyophlebius
- Elaeocarpus dinagatensis
- Elaeocarpus divaricativenus
- Elaeocarpus dognyensis
- Elaeocarpus dolichobotrys
- Elaeocarpus dolichodactylus
- Elaeocarpus dolichostylus
- Elaeocarpus dubius
- Elaeocarpus duclouxii
- Elaeocarpus elaeagnoides
- Elaeocarpus elatus
- Elaeocarpus elliffii
- Elaeocarpus erdinii
- Elaeocarpus eriobotryoides
- Elaeocarpus eumundi
- Elaeocarpus euneurus
- Elaeocarpus eymae
- Elaeocarpus fairchildii
- Elaeocarpus ferrugineus
- Elaeocarpus ferruginiflorus
- Elaeocarpus filiformidentatus
- Elaeocarpus finisterrae
- Elaeocarpus firmus
- Elaeocarpus flavescens
- Elaeocarpus fleuryi
- Elaeocarpus floresii
- Elaeocarpus floribundoides
- Elaeocarpus floribundus
- Elaeocarpus floridanus
- Elaeocarpus forbesii
- Elaeocarpus foveolatus
- Elaeocarpus foxworthyi
- Elaeocarpus fraseri
- Elaeocarpus fruticosus
- Elaeocarpus fulgens
- Elaeocarpus fulvotomentosus
- Elaeocarpus fulvus
- Elaeocarpus fuscoides
- Elaeocarpus fuscus
- Elaeocarpus gagnepainii
- Elaeocarpus gambutanus
- Elaeocarpus gammillii
- Elaeocarpus ganitrus
- Elaeocarpus gaoligongshanensis
- Elaeocarpus gardneri
- Elaeocarpus gaussenii
- Elaeocarpus geminiflorus
- Elaeocarpus gigantifolius
- Elaeocarpus gillespieanus
- Elaeocarpus gjellerupii
- Elaeocarpus glaber
- Elaeocarpus glaberrimus
- Elaeocarpus glabripetalus
- Elaeocarpus glandulosus
- Elaeocarpus gordonii
- Elaeocarpus graeffei
- Elaeocarpus grahamii
- Elaeocarpus grandiflorus
- Elaeocarpus grandifolius
- Elaeocarpus griffithii
- Elaeocarpus griseopuberulus
- Elaeocarpus grumosus
- Elaeocarpus guillainii
- Elaeocarpus gummatus
- Elaeocarpus gustaviifolius
- Elaeocarpus gymnogynus
- Elaeocarpus habbemensis
- Elaeocarpus hainanensis
- Elaeocarpus halconensis
- Elaeocarpus hallieri
- Elaeocarpus harmandii
- Elaeocarpus hartleyi
- Elaeocarpus harunii
- Elaeocarpus hebecarpus
- Elaeocarpus hedyosmus
- Elaeocarpus heinrichii
- Elaeocarpus heptadactyloides
- Elaeocarpus heptadactylus
- Elaeocarpus hildebrandtii
- Elaeocarpus hochreutineri
- Elaeocarpus holopetalus
- Elaeocarpus homalioides
- Elaeocarpus hookerianus
- Elaeocarpus hortensis
- Elaeocarpus hosei
- Elaeocarpus howii
- Elaeocarpus hygrophilus
- Elaeocarpus hypadenus
- Elaeocarpus ilocanus
- Elaeocarpus indochinensis
- Elaeocarpus inopinatus
- Elaeocarpus inopportunus
- Elaeocarpus insignis
- Elaeocarpus integrifolius
- Elaeocarpus integripetalus
- Elaeocarpus jacobsii
- Elaeocarpus japonicus
- Elaeocarpus joga
- Elaeocarpus johnsonii
- Elaeocarpus jugahanus
- Elaeocarpus kaalensis
- Elaeocarpus kajewskii
- Elaeocarpus kalabitii
- Elaeocarpus kambi
- Elaeocarpus kaniensis
- Elaeocarpus kasiensis
- Elaeocarpus kerstingianus
- Elaeocarpus kinabaluensis
- Elaeocarpus kirtonii
- Elaeocarpus kjellbergii
- Elaeocarpus knuthii
- Elaeocarpus kontumensis
- Elaeocarpus kostermansii
- Elaeocarpus kraengensis
- Elaeocarpus kusaiensis
- Elaeocarpus kusanoi
- Elaeocarpus kwangsiensis
- Elaeocarpus lanceifolius
- Elaeocarpus lancipetalus
- Elaeocarpus lancistipulatus
- Elaeocarpus lanipae
- Elaeocarpus laoticus
- Elaeocarpus largiflorens
- Elaeocarpus latescens
- Elaeocarpus laurifolius
- Elaeocarpus lawasii
- Elaeocarpus ledermannii
- Elaeocarpus leopoldii
- Elaeocarpus lepidus
- Elaeocarpus leratii
- Elaeocarpus leucanthus
- Elaeocarpus limitaneioides
- Elaeocarpus limitaneus
- Elaeocarpus linearifolius
- Elaeocarpus lingualis
- Elaeocarpus linnaei
- Elaeocarpus linsmithii
- Elaeocarpus longifolius
- Elaeocarpus longlingensis
- Elaeocarpus lucidus
- Elaeocarpus luteolignum
- Elaeocarpus luteolus
- Elaeocarpus luzonicus
- Elaeocarpus macranthus
- Elaeocarpus macrocarpus
- Elaeocarpus macrocerus
- Elaeocarpus macrophyllus
- Elaeocarpus macropus
- Elaeocarpus magnifolius
- Elaeocarpus mallotoides
- Elaeocarpus mamasii
- Elaeocarpus mandiae
- Elaeocarpus maquilingensis
- Elaeocarpus marafunganus
- Elaeocarpus marginatus
- Elaeocarpus mastersii
- Elaeocarpus medioglaber
- Elaeocarpus melochioides
- Elaeocarpus merrittii
- Elaeocarpus micranthus
- Elaeocarpus microdontus
- Elaeocarpus miegei
- Elaeocarpus millarii
- Elaeocarpus milnei
- Elaeocarpus mindanaensis
- Elaeocarpus mindorensis
- Elaeocarpus mingendensis
- Elaeocarpus miriensis
- Elaeocarpus mollis
- Elaeocarpus monocera
- Elaeocarpus moratii
- Elaeocarpus multiflorus
- Elaeocarpus multinervosus
- Elaeocarpus multisectus
- Elaeocarpus muluensis
- Elaeocarpus munroii
- Elaeocarpus murudensis
- Elaeocarpus murukkai
- Elaeocarpus musseri
- Elaeocarpus mutabilis
- Elaeocarpus myrmecophilus
- Elaeocarpus myrtoides
- Elaeocarpus nanus
- Elaeocarpus neobritannicus
- Elaeocarpus nervosus
- Elaeocarpus nitentifolius
- Elaeocarpus nitidus
- Elaeocarpus nodosus
- Elaeocarpus nooteboomii
- Elaeocarpus nouhuysii
- Elaeocarpus nubigenus
- Elaeocarpus oblongilimbus
- Elaeocarpus obovatus
- Elaeocarpus obtusus
- Elaeocarpus occidentalis
- Elaeocarpus octantherus
- Elaeocarpus octopetalus
- Elaeocarpus oriomensis
- Elaeocarpus orohensis
- Elaeocarpus ovigerus
- Elaeocarpus pachyanthus
- Elaeocarpus pachydactylus
- Elaeocarpus pachyophrys
- Elaeocarpus pagonensis
- Elaeocarpus palembanicus
- Elaeocarpus palimlimensis
- Elaeocarpus parviflorus
- Elaeocarpus pedunculatus
- Elaeocarpus pentadactylus
- Elaeocarpus perrieri
- Elaeocarpus petelotii
- Elaeocarpus petiolatus
- Elaeocarpus pierrei
- Elaeocarpus piestocarpus
- Elaeocarpus pinosukii
- Elaeocarpus pittosporoides
- Elaeocarpus poculifer
- Elaeocarpus poilanei
- Elaeocarpus polyandrus
- Elaeocarpus polyanthus
- Elaeocarpus polycarpus
- Elaeocarpus polydactylus
- Elaeocarpus polystachyus
- Elaeocarpus praeclarus
- Elaeocarpus prafiensis
- Elaeocarpus prunifolioides
- Elaeocarpus prunifolius
- Elaeocarpus pseudopaniculatus
- Elaeocarpus ptilanthus
- Elaeocarpus pulchellus
- Elaeocarpus pullenii
- Elaeocarpus punctatus
- Elaeocarpus purus
- Elaeocarpus pycnanthus
- Elaeocarpus pyriformis
- Elaeocarpus quadratus
- Elaeocarpus quercifolius
- Elaeocarpus rarotongensis
- Elaeocarpus recurvatus
- Elaeocarpus renae
- Elaeocarpus retakensis
- Elaeocarpus reticosus
- Elaeocarpus reticulatus
- Elaeocarpus rivularis
- Elaeocarpus robustus
- Elaeocarpus roseiflorus
- Elaeocarpus roseoalbus
- Elaeocarpus roslii
- Elaeocarpus rotundifolius
- Elaeocarpus royenii
- Elaeocarpus rubescens
- Elaeocarpus rubidus
- Elaeocarpus rufovestitus
- Elaeocarpus rugosus
- Elaeocarpus ruminatus
- Elaeocarpus rumphii
- Elaeocarpus rutengii
- Elaeocarpus sadikanensis
- Elaeocarpus sallehianus
- Elaeocarpus samari
- Elaeocarpus sarcanthus
- Elaeocarpus sayeri
- Elaeocarpus schlechteri
- Elaeocarpus schlechterianus
- Elaeocarpus schmutzii
- Elaeocarpus schoddei
- Elaeocarpus sebastianii
- Elaeocarpus sedentarius
- Elaeocarpus sepikanus
- Elaeocarpus seramicus
- Elaeocarpus sericoloides
- Elaeocarpus sericopetalus
- Elaeocarpus seringii
- Elaeocarpus serratus
- Elaeocarpus sikkimensis
- Elaeocarpus simaluensis
- Elaeocarpus simplex
- Elaeocarpus sordidus
- Elaeocarpus spathulatus
- Elaeocarpus speciosus
- Elaeocarpus sphaerocarpus
- Elaeocarpus stapfianus
- Elaeocarpus stellaris
- Elaeocarpus sterrophyllus
- Elaeocarpus steupii
- Elaeocarpus stipularis
- Elaeocarpus storckii
- Elaeocarpus subcapitatus
- Elaeocarpus subinteger
- Elaeocarpus subisensis
- Elaeocarpus submonoceras
- Elaeocarpus subpetiolatus
- Elaeocarpus subpuberus
- Elaeocarpus subserratus
- Elaeocarpus surigaensis
- Elaeocarpus sylvestris
- Elaeocarpus symingtonii
- Elaeocarpus takolensis
- Elaeocarpus taprobanicus
- Elaeocarpus tariensis
- Elaeocarpus terminalioides
- Elaeocarpus teysmannii
- Elaeocarpus thelmae
- Elaeocarpus timikensis
- Elaeocarpus timorensis
- Elaeocarpus tjerengii
- Elaeocarpus tonganus
- Elaeocarpus toninensis
- Elaeocarpus tonkinensis
- Elaeocarpus tremulus
- Elaeocarpus treubii
- Elaeocarpus trichophyllus
- Elaeocarpus truncatus
- Elaeocarpus tuasivicus
- Elaeocarpus tuberculatus
- Elaeocarpus ulianus
- Elaeocarpus undulatus
- Elaeocarpus vaccinioides
- Elaeocarpus valetonii
- Elaeocarpus validus
- Elaeocarpus wallichii
- Elaeocarpus variabilis
- Elaeocarpus varunua
- Elaeocarpus weibelianus
- Elaeocarpus venosus
- Elaeocarpus venustus
- Elaeocarpus verheijenii
- Elaeocarpus verruculosus
- Elaeocarpus verticillatus
- Elaeocarpus whartonensis
- Elaeocarpus vieillardii
- Elaeocarpus williamsianus
- Elaeocarpus vitiensis
- Elaeocarpus womersleyi
- Elaeocarpus xanthodactylus
- Elaeocarpus yateensis